# Newcastle, Wyoming
För andra betydelser, se Newcastle.
Newcastle är en stad i östra delen av delstaten Wyoming i USA och huvudort samt största stad i Weston County.  Staden hade 3 532 invånare vid 2010 års folkräkning.

## Geografi
Newcastle ligger vid sydvästra utkanten av Black Hills. Väster om staden ligger naturreservatet Thunder Basin National Grassland.

## Kommunikationer
I Newcastle korsas de nationella vägarna U.S. Route 16 och U.S. Route 85, även känd som CanAm Highway.

## Kända invånare
- Edwin Keith Thomson (1919–1960), jurist och republikansk politiker, ledamot av USA:s representanthus för Wyoming 1955–1960.
- Kody Templeman, Cory Laurence och Zachary Rawhouser, medlemmar av punkbandet The Lillingtons.